# Bismabenceno
El bismabenceno (C
5H
5Bi) es el representante principal de un grupo de compuestos de organobismuto relacionados con el benceno, con un átomo de carbono reemplazado por un átomo de bismuto. El bismabenceno se ha sintetizado, pero no aislado, debido a su excesiva reactividad, que tiende a dimerizarse mediante una reacción de Diels-Alder.

Longitudes y ángulos de enlace del benceno, piridina, fosforina, arsabenceno, estibabenceno y bismabenceno.

En 1982 se informó de un derivado inestable con sustituyentes de 4-alquilo.  En 2016, se sintetizó un derivado estable, con dos sustituyentes orto tri(isopropil)sililo, a partir de alúminaciclohexadieno, tricloruro de bismuto y DBU.